# Кавтисхеви
Кавтисхеви (груз. კავთისხევი) — село в Грузии, на территории Каспского муниципалитета края (мхаре) Шида-Картли.

## География
Село находится в центральной части Грузии, на левом берегу реки Кавтуры (правый приток Куры), на расстоянии приблизительно 4 километров (по прямой) к югу от города Каспи, административного центра муниципалитета. Абсолютная высота — 703 метра над уровнем моря.

## Население
По результатам официальной переписи населения 2014 года, в Кавтисхеви проживало 864 человека (424 мужчины и 440 женщин). В национальной структуре населения грузины составляли 98,1 %, армяне — 1 %, осетины — 0,3 %.
| Год  | Население, человек |
| ---- | ------------------ |
| 2002 | 1020               |
| 2014 | ↘ 864              |